# 공주는 못말려
《공주는 못말려》(이탈리아어: Fantaghirò, 영어: The Cave of the Golden Rose)는 1991년에 제작된 이탈리아 영화이다.

## 한국판 성우진(SBS)
- 성유진 - 판타가로우(알레산드라 말티네스)
- 박기량 - 로무알도(킴 로시 스튜어트)
- 한상덕 - 왕(마리오 아도프)
- 탁원제 - 오스볼 왕자(마르틴 팔틴)
- 김규식 - 장군(장피에르 카셀)
- 김정미 - 시녀(올가 스미드토바)
- 김민 - 왕비(카테르지나 프리보바)
- 송연희 - 하얀 마녀(앙헬라 몰리나)
- 이윤선 - 백기사(앙헬라 몰리나) / 병사(잔 제드빅)
- 이명호 - 이시벨 왕자(얀 크라우스) / 점쟁이(에랄도 투라)
- 강구한 - 알블라도(토마스 발릭)
- 성창수 - 카탈도(스테파노 다반차티)
- 김강산 - 점쟁이(루치아노 만잘리니)
- 김순영 - 여성(시모나 히틸로바)
- 문선희 - 캐서린(바르보라 코데토바)
- 김영진 - 유즈볼 왕자(필립 렝크)
- 강수진 - 캐롤라인(카테르지나 브로조바)